# Лю Дунфен
Лю Дунфен (кит.: 刘东风; нар. 12 січня 1974) — китайська борчиня вільного стилю, п'ятиразова чемпіонка та бронзова призерка чемпіонатів світу, чемпіонка Азії.

## Життєпис
Боротьбою почала займатися з 1988 року.
Виступала за борцівський клуб Спортивного інституту Пекіна. Тренер — Чан Ся.

## Спортивні результати на міжнародних змаганнях

### Виступи на Чемпіонатах світу
| Змагання                        | Збірна | Вагова категорія          | Місце  |
| ------------------------------- | ------ | ------------------------- | ------ |
| Чемпіонат світу з боротьби 1991 | КНР    | жіноча боротьба, до 75 кг | Золото |
| Чемпіонат світу з боротьби 1992 | КНР    | жіноча боротьба, до 75 кг | Золото |
| Чемпіонат світу з боротьби 1993 | КНР    | жіноча боротьба, до 75 кг | Золото |
| Чемпіонат світу з боротьби 1995 | КНР    | жіноча боротьба, до 75 кг | Золото |
| Чемпіонат світу з боротьби 1996 | КНР    | жіноча боротьба, до 75 кг | Золото |
| Чемпіонат світу з боротьби 1997 | КНР    | жіноча боротьба, до 75 кг | Бронза |

### Виступи на Чемпіонатах Азії
| Змагання                       | Збірна | Вагова категорія          | Місце  |
| ------------------------------ | ------ | ------------------------- | ------ |
| Чемпіонат Азії з боротьби 1996 | КНР    | жіноча боротьба, до 75 кг | Золото |